# Eisenstein in Messico
Eisenstein in Messico (Eisenstein in Guanajuato) è un film del 2015 diretto da Peter Greenaway.

## Trama
Nel 1931 il regista Sergej Michajlovič Ėjzenštejn, noto per aver diretto nel 1925 il film La corazzata Potëmkin, si reca in Messico, dove girerà Que viva Mexico!, film ambientato durante la rivoluzione messicana del 1911. Da poco respinto dal cinema hollywoodiano e con il regime comunista di Stalin che vuole il suo ritorno in URSS, Eisenstein raggiunge la cittadina di Guanajuato. A guidarlo è Palomino Cañedo, il quale farà scoprire al regista nuove cose sulla cultura messicana e sulla sua sessualità. Saranno dieci giorni che cambieranno per sempre la vita di Eisenstein.

## Distribuzione
In Italia la pellicola è uscita nelle sale cinematografiche il 4 giugno 2015, distribuita da Teodora Film.